# Upprämmen
Upprämmen, eller Upprämen är en sjö i Malung-Sälens kommun i Dalarna och ingår i Göta älvs huvudavrinningsområde. Sjön är 34 meter djup, har en yta på 4,03 kvadratkilometer och befinner sig 443,2 meter över havet. Sjön avvattnas av vattendraget Eriksdalsälven (Upprämmsälven). Vid provfiske har abborre, bäckröding, röding och öring fångats i sjön.

## Delavrinningsområde
Upprämmen ingår i det delavrinningsområde (669281-139480) som SMHI kallar för Utloppet av Upprämmen. Medelhöjden är 464 meter över havet och ytan är 13,43 kvadratkilometer. Det finns inga avrinningsområden uppströms utan avrinningsområdet är högsta punkten. Eriksdalsälven (Upprämmsälven) som avvattnar avrinningsområdet har biflödesordning 3, vilket innebär att vattnet flödar genom totalt 3 vattendrag innan det når havet efter 438 kilometer. Avrinningsområdet består mestadels av skog (58 procent). Avrinningsområdet har 4,03 kvadratkilometer vattenytor vilket ger det en sjöprocent på 30 procent.

## Fiske
Allt handredskapsfiske är tillåtet i sjön. Fiskekort från Malungs FVOF krävs för personer som är 15 år eller äldre.